# 內茲佩爾塞
內茲佩爾塞（英語：Nezperce）是一個位於美國愛達荷州劉易斯縣的城市。根據2020年美國人口普查，該地人口為458人，而該地的面積約為1.11平方千米。同時該地也是劉易斯縣的縣治。

## 地理
內茲佩爾塞的座標為46°14′04″N 116°14′23″W / 46.23444°N 116.23972°W，而該地的平均海拔高度為980米（即3215英尺）。